# 수동초등학교 송천분교
수동초등학교 송천분교는 대한민국 경기도 남양주시에 있는 공립 초등학교이다.

## 학교 연혁
- 1971년 9월 1일: 개교

## 참고 자료
- 수동초등학교송천분교장 - 한국교육학술정보원 학교알리미